# Entamoeba coli
Denna artikel avser amöban Entamoeba coli och ska inte förväxlas med bakteriearten Escherichia coli vars förkortning också är E. coli.
Entamoeba coli är en encelling eukaryot organism. E.coli är en amöba. Den är vanligt förekommande i den mänskliga tarmen och anses vara icke-patogen. Dess livscykel inkluderar både ett trofozoit stadium, vilket är ett aktivt stadium där den rör på sig, äter och delar på sig, samt ett cyststadie. Båda stadierna kan observeras i fekalieprover. Trots att E. coli är vanligt förekommande över stora delar av jorden är forskningen kring den genetiska variationen hos organismen samt dess värdspecificitet begränsad.

## Livscykel
E. coli kommer in i sin värd via mat eller vatten. Den bebor tarmen hos människor och primater, oftast tjocktarmen och rektum, men ibland även tunntarmen. E. colis cystor är resistenta mot magsaften och kan därför ta sig igenom magsäcken och vidare ut till kroppen. Väl inne i kroppen tar sig E. coli sig ur cystfasen och kan på så vis ta sig vidare till tarmen men även lever, lungor, hjärna mm. Väl i tarmen sker återigen övergång till cystfasen för att på så vis via avföringen komma ut och sprida sig vidare till andra värdar.

## Morfologi
E. coli är mellan 15 och 40 µm, med en medelstorlek på 25 µm. Dess innanmäte består av grovkornig cytoplasma. I cytoplasman har E. coli en näringsvakuol. I dessa återfinns föda såsom bakterier och jäst. Dess kärna har ett grovt yttre, insidan omges av kromatin och i dess centrum finns en stor endosom.
E. coli formar cystor som är mellan 10 och 33 µm, men en medelstorlek på 17 µm. De mogna cystorna karaktäriseras av åtta vesikulära kärnor som var och en innehåller en endosom i dess centrum. Yngre cystor har vanligen en till fyra kärnor.  I cystorna kan ofta anhopningar av ribosomer ses som nålliknande eller oregelbundna strukturer. Cystorna kan överleva 3-4 månader utanför en värd.

## Diagnos
Medräknat E. coli återfinns minst åtta olika amöbor i den mänskliga tarmen; Entamoeba coli, Entamoeba histolytica, Entamoeba dispar, Entamoeba moshkovskii, Entamoeba hartmanni, Entamoeba polecki, Iodamoeba butschlii och Endolimax nana. Alla förutom E. histolytica anses vara icke-patogena och vara kommensala organismer, vilket är en typ av symbiotiskt förhållande. E. coli sprids bland annat via förorenat vatten där de återfinns i sin cystform. Vanligast är att de sprids i låg- och medelinkomstländer där hygienen är dålig.
Det vanligaste sättet att diagnostisera är att fekalieprover analyseras med hjälp av ett mikroskop. E. coli återfinns ofta i just fekalieprover, det finns dock lite som pekar på att E. coli skulle vara orsaken till åkomman. Intresset ligger istället i att utesluta infektion av den patogena amöban E. histolytica. Det är inte helt enkelt att skilja dessa amöbor från varandra. E. coli har generellt fler kärnor, både i precyst- och cyststadiet. E. coli är även den största av de åtta, både som trofozoit och som cysta.
Diagnostiseringsverktyg såsom antikroppstest existerar. Dock är det begränsat i användningsområde. Dels på grund av tillgängligheten i låg- och medelinkomstländer, där smittan oftast är mer utbredd. Dels på grund av att antikroppstester inte kan skilja mellan genomgången- och pågående infektion.
Molekylärbaserade tester som PCR-test är ofta känsligare, mer specifika och enklare att använda. Av dessa anledningar konkurrerar de ut både mikroskop och antigentest i funktion. Det är dock kostsamt och komplext test att utföra varför det inte lämpar sig för låg- och medelinkomstländer där behovet av diagnostisering är som störst.